# Liściozwój ziemniaka

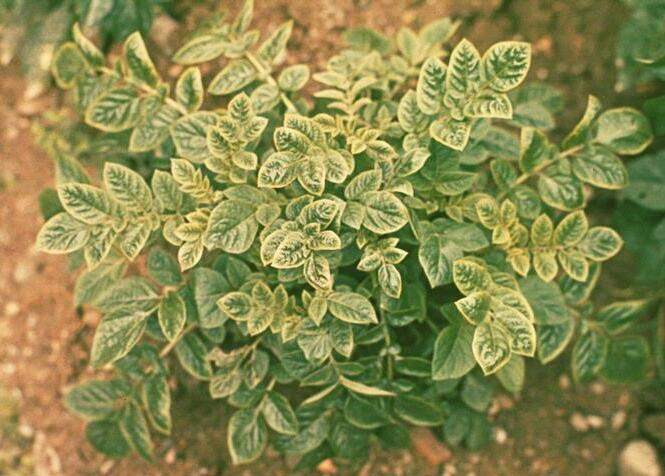
Objawy liściozwoju ziemniaka

Liściozwój ziemniaka – wirusowa choroba ziemniaka wywoływana przez wirusa liściozwoju ziemniaka (Potato leaf roll virus, PLRV).

## Objawy i szkodliwość
Liściozwój ziemniaka jest szeroko rozprzestrzeniony na świecie, od dawna znany i przynoszący duże szkody. W wielu rejonach Polski jest jedną z najgroźniejszych chorób ziemniaka. Może zmniejszyć plony o 20–90%. Wraz ze smugowatością ziemniaka są głównymi czynnikami powodującymi tzw. degenerację ziemniaka.
W pierwszym roku po infekcji objawy porażenia roślin są niewielkie. Liście, głównie górne, są jasnozielone lub żółtawe (chloroza), a listki zwijają się wzdłuż głównego nerwu, lub ich brzegi zaginają się ku górze, na kształt łyżki. Liście wyrastają pod ostrym kątem i pionowo sterczą ku górze. Później liście stają się kruche i trzeszczą przy zgniataniu. Następuje osłabienie wzrostu porażonych roślin, a całe rośliny stają się jaśniejsze od zdrowych i mają charakterystyczny, miotlasty pokrój.
W drugim roku od infekcji, rośliny, które wyrosną z bulw porażonych liściozwojem, wytwarzają mniej pędów, są wyraźnie żółtawe, lub żółte, a ich liście są zwinięte ku górze. Ich dolna strona ma barwę fioletoworóżową wskutek nagromadzenia antocyjanów. Następuje nekroza floemu, widoczna na poprzecznym przekroju ogonków liściowych w postaci brunatnych przebarwień. Gdyby bulwy tak porażonych roślin znów zasadzić, w kolejnych latach uprawy rośliny będą jeszcze silniej porażone, staną się karłowate, a po kilku latach już w ogóle nie wytworzą bulw, lub tylko pojedyncze, niekiełkujące.

## Epidemiologia
Wirus liściozwoju ziemniaka przebywa i namnaża się wyłącznie we floemie ziemniaka, który w naturze jest jego jedynym żywicielem. Eksperymentalnie udało się nim zainfekować niektóre inne gatunki z rodziny psiankowatych (Solanaceae), a nawet należące do innych rodzin.
Wirus PLRV zimuje niemal wyłącznie w porażonych bulwach ziemniaka i rozprzestrzenia się poprzez używanie ich jako sadzeniaków. Niewielki udział w jego przetrwaniu zimy mają mszyce zimujące w szklarniach. W okresie wegetacji natomiast mszyce są jedynym rozprzestrzeniającym go wektorem. W naturze nie przenosi się mechanicznie. Mszyce przenoszą go w sposób trwały, jako tzw. wirusa krążeniowego. Największy udział w jego przenoszeniu ma mszyca brzoskwiniowo-ziemniaczana (Myzus persicae). Nabywa zdolności do jego przenoszenia po 2 godzinach żerowania. Wirusy wraz sokiem wyssanym z rośliny trafiają do jej jelita, potem przez endocytozę do jamy ciała i hemolimfy. Wraz z hemolimfą dostają się m.in. do gruczołów ślinowych (znów przez endocytozę). Ten okres wędrówki wirusów po ciele mszycy trwa czasem nawet kilku dni. Dopiero wraz ze śliną mszyca może wstrzyknąć wirusy do komórek rośliny. W ciele mszycy wirus nie namnaża się, nie szkodzi jej i sam nie ulega żadnej zmianie. Mszyca brzoskwiniowo-ziemniaczana na roślinach ziemniaka spotykana jest bardzo często.

## Ochrona
Najważniejsze jest używanie zdrowych sadzeniaków. Dużą rolę odgrywa lustracja plantacji przez fachowców doświadczonych w rozpoznawaniu tej choroby. Istnieją też testy laboratoryjne do identyfikacji wirusa PLRV, między innymi popularny test ELISA.
Istnieją odmiany całkowicie odporne na wirusa liściozwoju ziemniaka. Odmiany takie wyhodowano również w Polsce, jednak nie są dopuszczone do uprawy, gdyż są organizmami zmodyfikowanymi genetycznie (GMO). Jednak wyhodowano także wiele innych odmian bez modyfikacji genetycznej, które uzyskały częściową odporność na tego wirusa, w dziewięciostopniowej skali mają odporność 5–6, czasami nawet 7. Odporność ziemniaka na wirus PLRV warunkowana jest wieloma genami i pochodzi od Solanum demissum lub Solanum tuberosum var. andigenum.
Można zmniejszyć populację mszyc przenoszących wirusa, a jego szkodliwość zmniejszyć poprzez możliwie wczesne sadzenie ziemniaków. Pozwoli to roślinom przejść okres największej podatności na wirusa przed masowym przylotem mszyc.